# 39314 Moritakumi
39314 Moritakumi è un asteroide della fascia principale. Scoperto nel 2001, presenta un'orbita caratterizzata da un semiasse maggiore pari a 2,6493554 UA e da un'eccentricità di 0,2997668, inclinata di 14,29065° rispetto all'eclittica.